# Баазов, Герцель Давидович
Герцель Давидович Баазов (28 октября 1904, Они, Рача-Лечхуми и Квемо-Сванети — 12 сентября 1938, Тбилиси) — еврейско-грузинский прозаик, драматург, поэт, переводчик.

## Биография
Герцель Баазов родился 10 (23) октября 1904 года в городе Они Кутаисской губернии Российской империи, в семье еврейского общественного деятеля, сиониста Давида Баазова. В Кутаиси Д. Баазов издавал газету «Голос еврея», на её страницах впервые (1918) выступил в печати Герцель.
Во время учёбы в гимназии родного города вместе с У. Джапаридзе и Д. Джанелидзе издавал литературный журнал «Они».
В 1928 году (по другим данным: в 1927) окончил Тифлисский университет, юридический факультет. Народный судья городского суда Тбилиси, работник журналов «Советское право» «Советское строительство». Выпускник аспирантуры отдела западноевропейской литературы Тбилисского университета, учился в Москве. Помогал отцу создавать вечерние школы для изучения иврита и еврейской истории, их ученики участвовали в концертах с песнями и сценами на иврите. Основал молодёжную организацию Авода, идейно близкую сионистскому движению Гехалуц. 
В 1920-е стал известным прозаиком и драматургом, участник Первого съезда советских писателей (1934), в 1935—1938 годах возглавлял драматическую секцию Союза писателей Грузинской ССР. 
В начале 1938 года арестован в гостинице "Москва", доставлен из Москвы в Тбилиси, приговорён к расстрелу. Герцель Давидович Баазов погиб в заключении (или расстрелян) 12 сентября 1938 года. Посмертно реабилитирован в 1955 г.

## Литературная работа
Герцель Баазов — автор повестей и рассказов из жизни грузинских евреев, романа «Петхаин» (1934).
Печатался с четырнадцати лет, дебютное стихотворение подписано псевдонимом Гер-Би (1918). Перевёл на грузинский язык Песнь песней Соломона (1923).
В университете обращается к драме: силами театральной труппы «Кадима», которую собрал Баазов, ставится его трагедия «Тайное убежище» (1925) Актёрами труппы были дети из организованных Баазовым школ, постановщиком — Д. Антадзе. Пьесы «Немые заговорили» (1932), «Невзирая на лица» (1935), «Ицка Рижинашвили» (1937) были поставлены в театре имени К. Марджанишвили. Изъята и утрачена пьеса, которую накануне ареста драматург обсуждал с Михоэлсом для постановки на сцене Московского еврейского театра (перевод на идиш выполнил С. Галкин).

## Память
Именем Герцеля Баазова названы улицы в Тбилиси и Они.
Творчество писателя исследовал литературовед Георгий Цицишвили. Оценку Баазову дал Павел Гольдштейн.

### Комментарии
1. ↑  «Кадима» ставила ещё «Наложницы в Гиве» и другие еврейские пьесы.